# Epepe
Epepe (titolo originale Epepe) è il romanzo più celebre dello scrittore e linguista ungherese Ferenc Karinthy. È stata la prima opera dell'autore ad essere tradotta in inglese, nel 2008, con il titolo di Metropole.

## Trama
Il racconto di stampo kafkiano segue le vicende del Professor Budai, un linguista che, sceso dall'aereo e pensando di trovarsi a Helsinki per un convegno, si ritrova invece in una metropoli soffocante e densamente popolata in cui gli abitanti parlano una lingua sconosciuta e incomprensibile. Budai viene spinto dalla folla in un hotel, dove tenta invano di farsi comprendere e dove gli viene requisito il passaporto.
Senza apparentemente alcun modo per tornare a casa, Budai trascorre i suoi giorni tentando di conoscere la città e il misterioso linguaggio ma i suoi sforzi vengono vanificati ogni volta. L'unica persona con cui riesce a stringere un qualche tipo di relazione è Epepe, l'operatrice dell'ascensore dell'albergo. Quando però Budai rimane a corto di denaro e viene cacciato dall'hotel per non avere saldato il conto, la sua situazione si fa ancora più critica e il Professore viene costretto a vivere come un senzatetto senza più rivedere Epepe. La parte finale del libro descrive una sollevazione popolare in cui suo malgrado si trova coinvolto. Al suo termine, dopo essere stata repressa dall'esercito cittadino, Budai scopre per la prima volta una sorgente d'acqua che ha intenzione di seguire sino al mare per potere finalmente fare ritorno a casa.

## Edizioni
- Ferenc Karinthy, traduzione di Laura Sgarioto, Adelphi, 2017,  p. 217, ISBN 9788845932250.